# Gaspare Grasselini
Gaspare Grasselini COr (ur. 19 stycznia 1796 w Palermo, zm. 16 września 1875 w Frascati) – włoski kardynał.

## Życiorys
Urodził się 19 stycznia 1796 roku w Palermo, jako syn Domenica Grasselliniego i Silvii Campagnone. W młodości wstąpił do zakonu filipinów i został klerykiem Kamery Apostolskiej. 16 czerwca 1856 roku został kreowany kardynałem diakonem i otrzymał diakonię Santi Vito, Modesto e Crescenzia. Zmarł 16 września 1875 roku we Frascati.